# Krausz Ferenc
Krausz Ferenc (Mór, 1962. május 17. –) Németországban élő és kutató Nobel-díjas, In memoriam Gábor Dénes-díszokleveles magyar fizikus, aki rendelkezik osztrák állampolgársággal is. Számos tudományos intézet, köztük az Osztrák Tudományos Akadémia tagja, az MTA külső tagja és a Max Planck Kvantumoptikai Intézet igazgatója. 2025-ben lemondott az Orosz Tudományos Akadémiai tagságáról, lelkiismereti okokra hivatkozva.
Kutatócsoportja elsőként állított elő és mért meg attoszekundumos fényimpulzust, és használta fel az elektronok atomon belüli mozgásának feltérképezésére, megalapozva az attofizika tudományát és nevezik emiatt az elektronok lesipuskásának.
2022-ben elnyerte a fizikai Wolf-díjat két másik kutatóval megosztva, az ultragyors lézertudomány és attoszekundumos fizika területén végzett úttörő szerepéért.
2023-ban Pierre Agostini és Anne L’Huillier kutatókkal megosztva fizikai Nobel-díjat kapott az általuk kifejlesztett, „az elektronok anyagbeli viselkedésének tanulmányozására szolgáló, attoszekundumos fényimpulzusokat létrehozó kísérleti módszerekért”.

## Élete és szakmai pályafutása
Szülei neki és testvérének is kétkezi munkából eltartva biztosítottak lehetőséget további tanulmányaikhoz. A móri Radnóti Miklós Általános Iskolában Kiss tanár úr fizika órái adták meg neki a kezdeteket, majd a szintén móri Táncsics Mihály Gimnáziumban elsajátított és megszeretett fizikai ismeretek után jelentkezett egyetemre. A fizikusi pályáról azonban majdnem lebeszélték és arra ösztönözték, hogy szerezzen olyan diplomát, amivel könnyebben biztosíthatja jövőjét ezért a Műegyetem villamosmérnöki karára felvételizett, de párhuzamosan elméleti fizikusi tanulmányokba is kezdett.

### Akadémiai karrierje
Krausz Ferenc az Eötvös Loránd Tudományegyetemen elméleti fizikát, a Budapesti Műszaki Egyetemen pedig villamosmérnöki tanulmányokat folytatott. Egyetemi oktatói közül a Műegyetemen Simonyi Károly, az ELTE-n Marx György professzorok előadásai gyakorolták rá a legnagyobb befolyást. Kutatómunkáját a Műegyetem Fizikai Intézetében kezdte, három évig az egyetem lézerlaboratóriumában tevékenykedett. A Bécsi Műszaki Egyetemen habilitált 1993-ban, majd ott professzori kinevezést is kapott. 2003 óta a garchingi Max Planck Kvantumoptikai Intézet igazgatója. 2004-ben a müncheni Lajos–Miksa Egyetem kísérleti fizikai tanszékét is átvette. Társalapítója és egyik szóvivője a 2006-ban indított Müncheni Kiválósági Klaszter – Müncheni Központ a Fejlett Fotonikáért (MAP) nevű szervezetnek. 2005 óta a Bécsi Műszaki Egyetem docense is.

### Kutatási területe
Krausz Ferencnek és kutatócsoportjának először sikerült kísérletileg demonstrálni egy femtoszekundumnál rövidebb időtartalmú fényimpulzust, és ezekkel az attoszekundumos fényimpulzusokkal valós időben érzékelhetővé tenni az elektronok atomok közötti mozgását. Ezek az eredmények az attoszekundumos fizika kezdetét jelentik.
Ennek a mérföldkőnek az alapjait Krausz és csapata az 1990-es években egy egész sor újítással teremtette meg, hogy a femtoszekundumos lézertechnológiát a végső határig – az olyan fényimpulzusokig, amelyek energiájuk nagy részét az elektromágneses mező egyetlen rezgésében hordozzák. Az ilyen rövid fényvillanások előállításának elengedhetetlen feltétele a szélessávú (fehér) fény különböző színkomponensei késleltetésének rendkívül pontos, egy teljes oktávra kiterjedő szabályozása. A Krausz és Szipöcs által kifejlesztett aperiodikus többrétegű chirped tükrök tették először lehetővé ezt a szabályozást, és ma már minden modern femtoszekundumos lézerrendszer elengedhetetlen részét képezik. Egy-két hullámciklusból álló intenzív lézerimpulzusok alkalmazásával Krausz csoportja 2001-ben először tudott attoszekundumos fényimpulzust (extrém ultraibolya fényből) létrehozni és mérni, és nem sokkal később arra használta, hogy valós időben kövesse az elektronok mozgását szubatomi léptékben.
A Krausz és csapata által bemutatott femtoszekundumos impulzusok hullámformájának szabályozása és az így kapott reprodukálható attoszekundumos impulzusok lehetővé tették az attoszekundumos méréstechnika megalapozását, amely ma a kísérleti attoszekundumos fizika technológiai alapjául szolgál. Ezekkel az eszközökkel Krausznak és munkatársainak az elmúlt években sikerült elektronokat irányítaniuk molekulákban, és először sikerült valós időben megfigyelniük számos alapvető elektronfolyamatot, mint például az alagutasítást, a töltéstranszportot, a koherens EUV emissziót, a késleltetett fotoelektromos hatást, a vegyértékelektronok mozgását, a dielektrikumok optikai és elektromos tulajdonságainak szabályozását. Ezek az eredmények nemzetközi együttműködésben születtek, többek között Joachim Burgdörfer, Paul Corkum, Theodor Hänsch, Misha Ivanov, Ulrich Heinzmann, Stephen Leone, Robin Santra, Mark Stockman és Marc Vrakking csoportjaiban.
A femtoszekundumos lézertechnológiát, amely az attoszekundumos méréstechnika alapjául szolgált, Krausz és csapata most az infravörös spektroszkópia továbbfejlesztésére használja az orvosbiológiai alkalmazásokhoz. Az ultrarövid infravörös lézerimpulzusokkal gerjesztett biológiai minták infravörös hullámokat bocsátanak ki. E hullámok elektromos terének letapogatásával a vizsgált minták molekuláris összetételének legapróbb változásai is kimutathatók az úgynevezett "elektromos mező molekuláris ujjlenyomatának" (EMF) mérésével. A "Lasers4Life" és a lézerfizikusokból, matematikusokból, orvosokból és molekuláris biológusokból álló "Center for Molecular Fingerprinting" kutatási együttműködés célja, hogy a vérminták EMF-jének mérésével nyomon kövessék az emberek egészségügyi állapotát és korai stádiumban felismerjék a betegségeket.

## Kitüntetések
2024-ben az augusztus 20-i állami ünnep alkalmából megkapta a Magyar Szent István-rendet.

## Magánélete
Édesapja kőművesként dolgozott, egy testvére van. Felesége Angéla, foglalkozása szerint tanító, két gyermeküktől két unokájuk is született. Szabadidejében, ha teheti, sportol, fut, úszik, kerékpározik és sokat olvas. Rendszeresen jótékonykodik és számos díjának köszönhetően például az orosz–ukrán háború ukrajnai kárvallottjait is támogatta.